# 水滸伝批判
水滸伝批判（すいこでんひはん）は、中華人民共和国で行われていた政治運動。

## 概要
文化大革命の期間中であった、1973年の毛沢東の重要指示に始まり1975年8月からの全国的規模で展開されていた、修正主義を批判することを目的とした運動。この運動の内容は小説である水滸伝を反面教材として、修正主義や投降主義を徹底的に批判した。このことで周恩来や鄧小平らの古参幹部も批判していた。宋江が晁蓋を棚上げして実権を握り自ら首領となった挙句に朝廷に帰順したことが革命への裏切りであると非難していた。
1975年8月14日に毛沢東は北京大学教師との談話で水滸伝を批判する。それから姚文元はイデオロギーおよび宣伝を目的として新聞や雑誌で公開討論を組織して、9月4日に毛沢東の同意を得て談話を公表。同日の社説では、この討論を中国の政治においての重要な闘争と意義付ける。特に江青および四人組は水滸伝批判の名目で、林彪事件より影響力を増した周恩来と鄧小平をはじめとした古参幹部を批判した。
文化大革命の時代の中国では中国の古典を読むことが禁止されていたものの、水滸伝のみが毛沢東が水滸伝を読むことで批判せよと号令をかけたことで読むことができるようになっていた。このため当時の学生は批判のために読まなければならないから読むことになっていた。このことで文化大革命の中国で一斉に水滸伝が再び刊行されるようになっていた。青少年向けには児童書みたいな本が出版されていた。
後の世では水滸伝批判とは、四人組が周恩来を批判することを目的として行っていたと解釈される。毛沢東が死去して中国共産党によって文化大革命が全面的に批判されてから後の時代には水滸伝批判は行われなくなっている。